# Salomon Robicsek
Salomon Robicsek (1845-1928) nasceu na Hungria e exerceu a odontologia em Viena. Ele desenvolveu uma técnica cirúrgica constituída de uma gengivectomia de separação contínua contornando os dentes e expondo as bordas ósseas à curetagem e remodelamento subseqüentes.